# Popolocrois (anime)
Em 1996, o Playstation da Sony estava em total ascensão. Nesse ano, a empresa lançou para o console um game de RPG que, apesar de não ter virado febre, conseguiu um pequeno status dentre tantos títulos do gênero lançados na época. O nome do game era Popolocrois. Ao contrário dos games lançados na época, que procuravam utilizar ao máximo a capacidade do console da Sony, Popolocrois ia pela contramão: usava elementos (e o visual!) dos games clássicos da era 8/16 bits, e conseguiu arrebatar jogadores nostálgicos e cativar pela sua simplicidade, ao mesmo tempo que apresentava desafios interessantes e personagens carismáticos. Com o sucesso mediano, mas mesmo assim satisfatório, a Sony começou a preparar a sequência, mas dessa vez queria fazer mais barulho. Foi então que ela uniu-se ao até então desconhecido estúdio Bee Train, resultando Popolocrois Monogatari, surgindo assim o anime.

## História
O reino de Popolocrois é governado pelo rei Paulo e pela rainha. A história é focada no príncipe Pedro ou Pietro-ouji (príncipe em japonês), destinado a herdar a coroa do reino, e seus amigos, a fadinha Narcia e a feiticeira Guilda que vivem na floresta flornel.
Perto do reino, vive o Sr. do mal Gamigami, ele é um gênio da robôtica e quer roubar o trono e ser o novo governante. Ele sempre está fazendo novos planos e robôs, mas sempre falha.
A história começa quando Gamigami coloca seu último plano em prática, mas acaba abrindo um portal dimensional, trazendo misteriosamente, uma garota chamada Hyuu e seus espíritos guardiões. Ela vira amiga do príncipe e de Narcia, mas por pertencer ao clã do vento, ela é destinada a ficar sozinha e a procurar um jeito para voltar a sua época. Mas, por descobrir que seu clã não existe no futuro, ela decide procurar outros de sua espécie, mas ela descobre que Pietro possui o poder do clã dos dragões, como sua mãe, mas mesmo assim ele é um humano. Seus guardiões decidem estão roubar o poder de Pietro, e o aprisionam na pedra Anemoritos, assim Pietro e Narcia vão tentar resgatar o Anemoritos e levar Hyuu de volta para seu tempo.

## Nas Televisões do Brasil
Estreou no Brasil através do Cartoon Network em dezembro de 2001 às 7 da manhã, com a abertura em japonês, pouco mais de 1 mês depois, em janeiro de 2002, Popolocrois foi para a TV aberta, passando na TV Globinho, com a abertura em português. Ambos os canais exibiram o anime por quase um ano até seu fim e depois o tiraram do ar.

## Portugal
Em Portugal foi emitido pelo canal SIC com dobragem em português.

## Outra versão de Popolocrois
Existe uma outra segunda versão nova chamada PoPoLoCrois com mesmo nome do título, feito entre os anos 2003 e 2004 nos estúdios da Tokyo Movie Shinsha com 26 episódios com todos novos personagens destes não existe nenhum na primeira versão de Popolocrois Monogatari feita em 1999.